# Nymphaea amazonum
Nymphaea amazonum là một loài thực vật có hoa trong họ Nymphaeaceae. Loài này được Mart. & Zucc. miêu tả khoa học đầu tiên năm 1832.